# Falkner (Mary Shelley)
Falkner ist der letzte Roman der romantischen Autorin Mary Shelley. Er erschien im Jahre 1837.
Wie Mary Shelleys Roman Lodore (1835), erzählt  Falkner von der Erziehung einer jungen Frau durch eine tyrannische Vaterfigur. Als sechsjährige Waise verhindert Elizabeth Raby den Selbstmord von Rupert Falkner. Falkner adoptiert sie daraufhin und möchte sie so erziehen, dass sie den Moralvorstellungen ihrer Zeit vorbildlich entspricht. Als junge Frau verliebt sich Elizabeth Raby in Gerald Neville, dessen Mutter Falkner unabsichtlich Jahre zuvor in den Tod getrieben hat. Nachdem Falkner des Mordes an Nevilles Mutter beschuldigt wird, verhindert Elisabeth, dass die beiden Männer sich gegenseitig zerstören. Stattdessen kommt es zu einer Aussöhnung zwischen den beiden. Falkner ist der einzige Roman von Mary Shelley, in dem die Tugenden der weiblichen Heldin letztlich obsiegen.
Von der Literaturwissenschaft wurde „Falkner“ gemeinsam mit dem Roman „Lodore“ als Beleg dafür zitiert, dass sich Mary Shelley zunehmend konservativen Ansichten zuwendete. Die Shelley-Expertin Betty Bennett hat jedoch argumentiert, dass sich Falkner genauso mit Macht und politischer Verantwortung auseinandersetzt wie ihre vorherigen Romane. Die Literaturwissenschaftlerin Mary Poovey ist in ihrer Analyse zu dem Schluss gekommen, dass Mary Shelley Falkner unter anderem schrieb, um den Konflikt mit ihrem eigenen Vater zu verbalisieren. Mary Shelleys Vater war der Sozialphilosoph und Begründer des politischen Anarchismus William Godwin. Obwohl er sich beispielsweise in seinem frühen Hauptwerk für freie Liebe einsetzte, lehnte er die außereheliche Beziehung seiner Tochter zu Percy Bysshe Shelley vehement ab.
Kritiker sehen heute in Falkner keinen feministischen Roman, noch wird der Roman zu den Hauptwerken gezählt, obwohl sie selber davon überzeugt war, dass es ihr bester sei. Der Roman wird vor allem für seine zweidimensionale Charakterisierung kritisiert.

## Nachweise